# NGC 7226
NGC 7226 ist ein offener Sternhaufen im Sternbild Kepheus.
Der Sternhaufen wurde erstmals am 20. Juni 1881 von Edward Holden beschrieben.